# Naturwissenschaftlicher Verein zu Bremen
Der 1864 gegründete Naturwissenschaftliche Verein zu Bremen, auch Naturwissenschaftlicher Verein zu Bremen von 1864 genannt, ist ein Verein zur Förderung von Wissenschaften und des Wissens über die Forschung. Darüber hinaus stellt er naturwissenschaftliche Grundlagenkenntnisse als Basis des Naturschutzes und der Landschaft in Nordwestdeutschland bereit. Vorsitzender ist Hans Konrad Nettmann aus Bremen (seit 2009), Ehrenvorsitzender ist Heinrich Kuhbier und war Hermann Cordes (1931–2014). Seit 1866 ist der Verein Herausgeber der etwa jährlich erscheinenden naturwissenschaftlichen Fachzeitschrift Abhandlungen des Naturwissenschaftlichen Vereins zu Bremen mit Schwerpunkten aus Bremen und Nordwestdeutschland.

## Geschichte
Als erste naturwissenschaftliche Vereinigung in Bremen entstand 1776 die Physikalische Gesellschaft. Diese war eine Lesegesellschaft, zugleich wollte sie ein Naturalien-Cabinet anlegen. 1783 wurde sie in Gesellschaft Museum umbenannt.
Am 17. November 1864 gründeten 77 naturwissenschaftlich interessierte Bürger unter dem Apotheker Georg Christian Kindt den Naturwissenschaftlichen Verein zu Bremen. Sie wollten naturwissenschaftliche Kenntnisse durch Veranstaltungen und Publikationen verbreiten und insbesondere in Nordwestdeutschland fördern. 1865 hatte er bereits mehr als 250 Mitglieder. Der Verein beteiligte sich am Gründungskomitee des Vereins für die Bewaldung der Bürgerweide (Bürgerpark), bei der Gründung des Städtischen Museums für Natur-, Völker- und Handelskunde, des heutigen Übersee-Museums, ebenso bei der Einrichtung und Verwaltung der Versuchsstation für Moor, Sumpf und Heide, des heutigen Bodentechnologisches Instituts des Niedersächsischen Landesamtes für Bodenforschung.

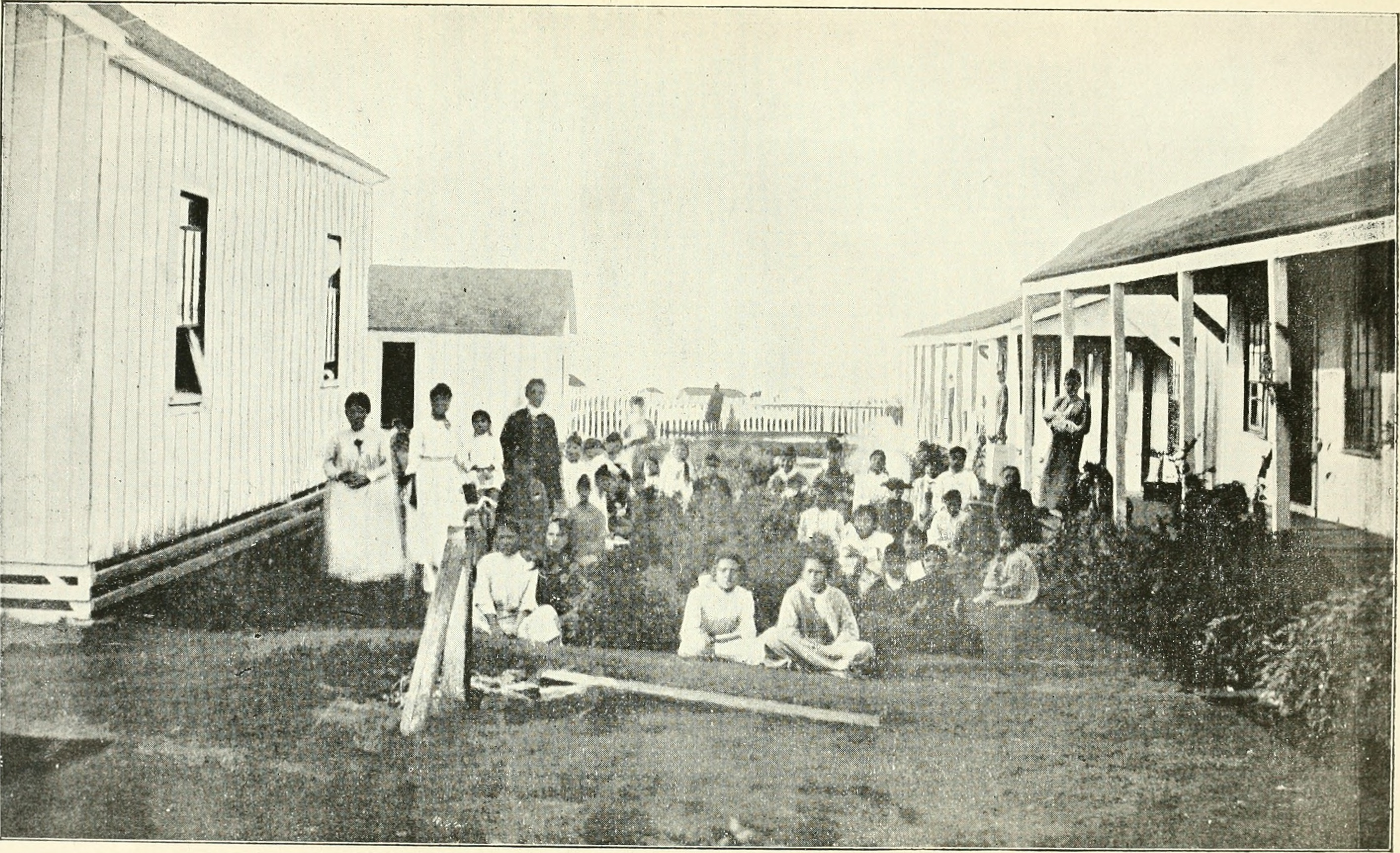
Fotografie von Hawaii aus den Abhandlungen des Jahres 1866

1890 war der Verein federführend bei der Durchführung der 63. Tagung der Gesellschaft Deutscher Naturforscher und Ärzte in Bremen. Zu den Vereinsmitgliedern gehören zahlreiche ausgezeichnete Forscher, wie Johann Dietrich Alfken (Bienen), Friedrich Hustedt (Forschung an Kieselalgen), Walter Klie (1880–1951) (Copepoden), aber auch Otto Leege, der sich als Ornithologe, Botaniker und Naturschützer betätigte, Heinrich Schütte, der die Geschichte der Nordseemarschen erforschte, die Milbenforscher Karl Heinrich Viets (1882–1961) und Carl Willmann (1881–1968).
Während der Inflationszeit verlor der Verein sein Vermögen, das ihm durch Stiftungen zugeflossen war. Bereits 1931 wurde die Gesellschaft für Rassenhygiene als Fachgesellschaft aufgenommen. Im Dezember 1933 wurde mit einer Änderung der Satzung das „Führerprinzip“ eingeführt, und erst im März 1946 durch Beschluss der Mitgliederversammlung wieder aufgehoben.
Nach dem Krieg wurden Arbeitsgemeinschaften, Arbeitskreise und Fachgesellschaften gegründet, vor allem im Bereich Biologie. Vortragsreihen und Exkursionen wurden ein wichtiger Bestandteil des Vereinsprogramms. Als 1971 die Bremer Universität gegründet wurde, traten ihr viele Angehörige der Hochschule bei. Die Gefährdung der Umwelt, die Landschaftszerstörung und der Rückgang vieler Pflanzen- und Tierarten wurden zunehmend zu einem zentralen Anteil der Vereinsarbeit. Dabei arbeitete der Verein mit dem Übersee-Museum, der Staats- und Universitätsbibliothek, der Wittheit zu Bremen, der Geographischen Gesellschaft in Bremen, der Olbers-Gesellschaft und dem Botanischen Verein zu Hamburg zusammen.

### Bremer Preis für Heimatforschung
Zum 90-jährigen Bestehen des Vereins wurde 1954 vom Senat der Freien Hansestadt Bremen der Senatspreis für naturwissenschaftliche Heimatforschung gestiftet. Seit den 1990er Jahren stiften der Naturwissenschaftliche Verein mit den Gesellschaften und Vereinen der Historiker, Vorgeschichtler, Geographen und Volkskundler diese Auszeichnung als Bremer Preis für Heimatforschung, der im Rahmen einer Veranstaltung der Wittheit zu Bremen vergeben wird.